# Бакли, Денис
Денис Бакли (англ. Denis Buckley, родился 9 августа 1990 года) — ирландский регбист, левый проп клуба «Коннахт» чемпионата Про14. Выступал за разные сборные Ирландии, в том числе и за сборную команду «Эмерджин Айрленд» на Кубке Тбилиси 2015.

## Биография
Уроженец графства Роскоммон. Начинал карьеру в молодёжном клубе «Креггс», позже выступал за клуб «Бакканирс» из Атлона. Учился в колледже Блэкрок и Ирландском национальном университете в Голуэе, в академии «Коннахта» с 2009 года.

## Карьера

### Клубная
В сезоне 2009/2010 Бакли стал игроком академии «Коннахта». В сентябре 2011 года, на третий год выступления за академию дебютировал в основном составе, выйдя на замену в сезоне 2011/2012 в матче против «Бенеттона». Дебют в еврокубках состоялся 14 января 2012 года в матче против «Тулузы» в Кубке Хейнекен (вышел на замену). 24 февраля он вышел в стартовом составе матча чемпионата Про12 против «Эдинбурга». Всего за сезон 2011/2012 он провёл 8 игр в Про12 и 2 игры в Кубке Хейнекен. В сезоне 2012/2013 Бакли провёл 7 игр в стартовом составе Про12, а всего вышел на поле в 15 встречах. В Кубке Хейнекен он вышел на поле шесть раз, дебютировав в сезоне в матче против «Цебре» и в двух матчах против «Харлекуинс». В ноябре 2012 года он продлил контракт до 2015 года.
В сезоне 2013/2014 Бакли из-за травм не выходил до 29 ноября 2013 года, выйдя на замену против «Эдинбурга». Следующий матч он провёл против «Тулузы» в Кубке Хейнекена, в котором клуб одержал сенсационную победу над четырёхкратными обладателями Кубка. Он выступил в четырёх играх группового этапа, выйдя все четыре раза на замену. С февраля 2014 года он стал игроком основы в связи с травмой основного левого столба Бретта Уилкинсона (он получил травму шеи в игре против «Сарацинов» и вскоре завершил карьеру). Бакли вышел в стартовом составе почти во всех последующих играх, кроме двух, а всего он провёл 14 игр в сезоне 2013/2014, в том числе 6 раз вышел на замену.

### В сборной

#### Ирландия
Бакли играл за школьную сборную Ирландии до 18 лет, включался в состав сборной Ирландии до 20 лет на молодёжном Кубке шести наций и юниорском чемпионате мира 2010 года, но ни в одном матче не сыграл за команду до 20 лет. Выступал за сборную Ирландии под названием «Эмерджин Айрленд» на Кубке Тбилиси 2015 под руководством Аллена Кларка, тренера команды до 20 лет, где сыграл  два матча из трёх и завоевал победу на турнире.

#### Барбарианс
В мае 2018 года Бакли был впервые вызван в клуб «Барбарианс», тренером которого был назначен его бывший тренер из «Коннахта» Пэт Лам. В заявку он попал с одноклубниками Нийи Адеолокуном и Алтаном Диллейном перед игрой против Англии.

## Достижения
- Чемпион Про12: сезон 2015/2017
- Член символической сборной Про12: 2014/2015[18], 2015/2016